# Medmenham
Medmenham – wieś w Anglii, w hrabstwie Buckinghamshire, w dystrykcie (unitary authority) Buckinghamshire. Leży 50 km na zachód od centrum Londynu. W 2001 miejscowość liczyła 960 mieszkańców.